# Annals of the Lyceum of Natural History of New York
Annals of the Lyceum of Natural History of New York (abreviado Ann. Lyceum Nat. Hist. New York) fue una revista ilustrada con descripciones botánicas que fue editada por la Academia de Ciencias de Nueva York. Se publicaron 11 volúmenes en los años 1824-1877.